# Darren Randolph
Darren Edward Randolph (Bray, 12 mei 1987) is een Iers voetballer die als doelman speelt. Hij verruilde Middlesbrough in januari 2020 voor West Ham United, waarvoor hij ook van 2015 tot en met 2017 uitkwam. Randolph debuteerde in 2012 in het Iers voetbalelftal.

## Clubcarrière
Randolph maakte in 2003 de overstap van het Ierse Ardmore Rovers naar Charlton Athletic. Die club verhuurde hem aan Welling United, Accrington Stanley, Gillingham, Bury en Hereford United. De doelman vertrok in 2010 naar Motherwell. Na drie seizoenen keerde hij terug naar Engeland om bij Birmingham City te tekenen. Randolph maakte in 2015 transfervrij de overstap naar West Ham United.

## Interlandcarrière
Randolph debuteerde op 11 september 2012 in het Iers voetbalelftal, in een oefeninterland tegen Oman. Hij viel in de rust in voor David Forde en incasseerde één tegendoelpunt. Randolph speelde op 12 juni 2013 zijn tweede interland, tegen Spanje. Hij viel na 74 minuten in voor David Forde en werd eenmaal geklopt door Juan Mata. Randolph nam in juni 2016 met Ierland deel aan het Europees kampioenschap voetbal 2016 in Frankrijk, zijn eerste eindtoernooi. Ierland werd in de achtste finale uitgeschakeld door gastland Frankrijk na twee doelpunten van Antoine Griezmann. Randolph stond in alle vier de wedstrijden van de Ieren op doel.

## Erelijst
| Competitie                  |                    |                    |                    |                    |
| Competitie                  | Aantal             | Jaren              |                    |                    |
| Accrington Stanley          | Accrington Stanley | Accrington Stanley | Accrington Stanley | Accrington Stanley |
| --------------------------- | ------------------ | ------------------ | ------------------ | ------------------ |
| Kampioen Conference Premier | 1x                 | 2005/06            |                    |                    |
| West Ham United             |                    |                    |                    |                    |
| UEFA Conference League      | 1x                 | 2022/23            |                    |                    |